# El Cacalote, Jalisco
El Cacalote är en ort i Mexiko.   Den ligger i kommunen El Grullo och delstaten Jalisco, i den södra delen av landet, 500 km väster om huvudstaden Mexico City. El Cacalote ligger 932 meter över havet och antalet invånare är 603.
Terrängen runt El Cacalote är huvudsakligen kuperad, men åt sydost är den platt. Runt El Cacalote är det ganska tätbefolkat, med 75 invånare per kvadratkilometer. Närmaste större samhälle är El Grullo, 7,8 km sydost om El Cacalote. Omgivningarna runt El Cacalote är en mosaik av jordbruksmark och naturlig växtlighet.